# Kossa István
Kossa István (eredeti neve: Kósa István, Balatonlelle, 1904. március 31. – Budapest, 1965. április 9.) magyar politikus, eszperantista, aki a két világháború között szociáldemokrata szakszervezeti vezető és a Villamos Szövetség főtitkára lehetett. A háború után magas pozíciókat tölthetett be, mint kommunista politikus, országgyűlési képviselő és miniszter is volt.

## Élete

### Ifjúsága, szociáldemokrata korszaka
Házasságon kívül született, így napszámosként dolgozó anyja vezetéknevén anyakönyvezték. Apja ismeretlen. Négyévesen elárvult, egy időre árvaházba került, végül rokonai vették magukhoz és gondoskodtak taníttatásáról. A keszthelyi piarista gimnázium elvégzése után leérettségizett és Budapestre költözött, ahol egy ideig a Neues Politisches Volksblatt nevű újságnál volt gyakornok, majd 1922-ben a BSZKRT-nél lett villamoskalauz. 1928-ban lépett be a Villamos- és Helyi Érdekű Vasúti Alkalmazottak Szövetségébe (röviden Villamos Szövetség), ahol – miután 1932-ben belépett a Magyarországi Szociáldemokrata Pártba – 1933 elején főtitkárrá választották. Röviddel ezt követően illegális újság terjesztésének vádjával őrizetbe vették, de ártatlannak bizonyult, és felmentették. 1940-ig töltötte be a Villamos Szövetség titkári funkcióját, közben igyekezett megakadályozni a nyilasok terjeszkedését a szakszervezetben. 1942-ben más szakszervezeti vezetőkkel együtt a megszállt Ukrajnába vezényelték a 401. büntetőszázaddal, de 1943 januárjában átszökött a fronton és szovjet fogságba esett. Itt (miután még Magyarországon megismerkedett Demény Pál illegális kommunista mozgalmával) a KMP emigráns szárnyával is kapcsolatba került. Elvégzett egy antifasiszta tanfolyamot, majd ő is bekapcsolódott a hadifoglyok közti propagandába.

### Kommunista szakszervezeti vezető
A KMP utasítására 1944 novemberében tért vissza Magyarországra: kapcsolatépítés céljából Szegeden keresztül a még ostromlott Budapestre ment, ahol a Magyar Front képviselőivel, Darvas Józseffel és Ortutay Gyulával tárgyalt az ideiglenes kormány létrehozásáról. 1945 januárjában beválasztották az MKP budapesti Központi Vezetőségébe, illetve annak Vas Zoltán vezette titkárságába. Miután a hazatérő emigránsokból álló debreceni KV összeolvadt a budapestivel, májusban kikerült a KV titkárságából, ugyanakkor az újonnan létrehozott Politikai Bizottság tagja lett. Eközben Apró Antallal közösen a szakszervezetek újjászervezésén dolgozott. 1945 februárjában a Szakszervezeti Tanács (Szaktanács) főtitkárává választották, ennek képviseletében novemberben rész vett a Szakszervezeti Világszövetség párizsi alakuló ülésén, ahol a végrehajtó bizottság tagjává választották. Kossa híve volt a szakszervezetek önállóságának, ezért ellenezte pártellenőrzés alá vonásukat. Mivel az MKP meghatározó tagjai ezzel ellentétes állásponton voltak, Kossa befolyása egyre csökkent, végül 1948. augusztus 7-én lemondott a szaktanácsi főtitkárságról.

### Állami funkciók a Rákosi- és Kádár-korban
Kossa 1945 áprilisban (még szakszervezeti jelöltként) Budapestről, novemberben már MKP-listásként Győr-Moson vármegyéből, 1947 augusztusától haláláig pedig Veszprém vármegye képviseletében jutott be a mindenkori törvényhozásba. 1948. augusztus 5-én iparügyi miniszterré nevezték ki, majd 1949 júniusától 1950 februárjáig a Dobi-kormány pénzügyminisztere, egyben a gazdaságirányítás csúcsszerve, a Népgazdasági Tanács tagja volt. Befolyása azonban egyre csökkent: 1950 februárjában elvesztette PB-, majd áprilisban KV-tagságát is. (Ide 1951 februárjában póttagként visszakerült, de érdemi beleszólása nem volt az irányításba.) Előbb az Országos Munkaügyi Bizottság elnökségét bízták rá, majd decembertől a kohó- és gépipari miniszter első helyettese lett, 1951-ben pedig az Állami Egyházügyi Hivatal vezetésével bízták meg. 1952 januárjában kohó- és gépipari, decemberben pedig általános gépipari miniszterré nevezték ki a Rákosi-kormányban. Az első Nagy Imre-kormány idején a Munkaerő-tartalékok Hivatalának elnöke, majd 1954 végétől az Országos Tervhivatal elnökhelyettese volt.
Az 1956-os forradalom idején, október 26–31. között a második Nagy Imre-kormány pénzügyminisztere volt, ezután a pártszékház telefonközpontját irányította. Amikor november 4-én rádión bejelentették a „Forradalmi Munkás-Paraszt Kormány” megalakulását, kiderült, hogy annak Kossa is a tagjai közé került: újfent pénzügyminiszteri tárcát kapott. 1957 februárjában az MSZMP KB tagjává választották, májusban pedig közlekedés- és postaügyi miniszterré nevezték ki. 1963 decemberében, alig másfél évvel halála előtt nyugdíjazták.
1945–1949 között a Magyar Dolgozók Országos Sakkszövetsége (MADOS) elnöke volt, majd ezt követően még 1953-ig töltötte be a Magyar Sakkszövetség elnöki tisztségét.

## Díjai, kitüntetései
- A Magyar Szabadság érdemrend ezüst fokozata (1946)
- A Kossuth-érdemrend II. osztálya (1948)
- A Magyar Köztársasági Érdemrend középkeresztje a csillaggal (1948)
- A Magyar Népköztársasági Érdemrend IV. és II. fokozata (1950)
- A Munka Vörös Zászló Érdemrendje (1955)
- Munkás-paraszt Hatalomért emlékérem (1958)
- Munka Érdemrend, arany fokozat (1964)

## Művei
- Munkásegységgel – a magasabb életszínvonalért. Farkas Mihály, Kossa István, Apró Antal felszólalásai a Magyar Kommunista Párt 3. kongresszusán; Szikra, Bp., 1946
- A szakszervezetek mai feladatai; Athenaeum Ny., Bp., 1946 (A Szakszervezeti Tanács könyvtára)
- Az értelmiség és a szakszervezetek; Szakszervezeti Tanács, Bp., 1947 (A munka könyvtára)
- A szakszervezeti mozgalom kérdései; hozzászólás Vas Miklós, Surányi Péter; Szakszervezeti Tanács, Bp., 1947 (A munka könyvtára)
- Üzemi bizottságok kézikönyve; szerk. Kossa István, Szakasits Antal, Nagy Béla; Szakszervezeti Tanács, Bp., 1947
- A magyar szakszervezeti mozgalom története Kossa István előadása 1947. jan. 3-án; Szikra, Bp., 1947 (A Magyar Kommunista Párt politikai akadémiája)
- Kőműves József–Kossa István: Mik a biztosítottak jogai betegség, öregség, rokkantság, özvegység, árvaság és baleset esetére?; OTI–Szakszervezeti Tanács, Bp., 1947
- A magyar szakszervezetek új feladatai; Szakszervezeti Tanács–Munka, Bp., 1948 (Munka könyvtára)
- Dunától a Donig; Athenaeum Ny., Bp., 1948
- Kádár János–Marosán György–Kossa István: A párttal a népért; Szikra, Bp., 1948
- Fordulat a szakszervezeti mozgalomban. Referátum a szakszervezeti vezetők 1. országos értekezletén. 1948. márc. 20.; Szakszervezeti Tanács–Munka, Bp., 1948
- Kossa István nyilatkozata a szociális gondoskodásról, a szakszervezetek és az új Függetlenségi Front viszonyáról, és élmunkásokról; Szikra, Bp., 1948
- Nehéz ébredés. Önéletrajzi regény; Szépirodalmi, Bp., 1957
- A magyar közlekedéspolitika időszerű kérdései; Kossuth, Bp., 1962
- Vissza a Dunához. Regény; utószó Barabás Tibor; Szépirodalmi, Bp., 1965